# Phidippus texanus
Phidippus texanus là một loài nhện trong họ Salticidae.
Loài này thuộc chi Phidippus. Phidippus texanus được Richard C. Banks miêu tả năm 1906.